# 구시로촌 (히로시마현)
구시로촌(久代村)은 히로시마현 히바군에 있던 촌이다. 현재의 쇼바라시의 일부에 해당한다.

## 역사
- 1889년 4월 1일 - 정촌제 시행에 의해 누카군 구시로촌이 발족하였다.
- 1898년 10월 1일 - 군의 통합에 의해 히바군에 소속되었다.
- 1955년 4월 1일 - 도조정·오누카촌·다모리촌·오누카촌· 야하타촌·다이샤쿠촌, 진세키군 신사카촌(일부)과 합병해, 새로운 도조정이 신설하여 폐지되었다.

## 참고문헌
- 角川日本地名大辞典 34 広島県
- 『市町村名変遷辞典』東京堂出版、1990年。